# Портрет Отто Ивановича Бухгольца
«Портрет Отто Ивановича Бухгольца» — картина Джорджа Доу и его мастерской при участии Томаса Райта из Военной галереи Зимнего дворца.
Картина представляет собой погрудный портрет генерал-майора Отто Ивановича Бухгольца из состава Военной галереи Зимнего дворца.
Во время Отечественной войны 1812 года генерал-майор Бухгольц состоял по артиллерии и находился во 2-й Западной армии, командовал артиллерией 7-го пехотного корпуса, после Бородинского сражения возглавил артиллерию 1-й Западной армии, а вслед за тем был помощником начальника артиллерии Главной армии, отличился в Тарутинском бою. В первой половине 1813 года был в Заграничном походе, с августа того года оставался в Варшаве и возглавлял всю резервную артиллерию.
Изображён в генеральском мундире, введённом для генералов пешей артиллерии 7 мая 1817 года, на плечи наброшена шинель. Единственный портрет в Военной галерее, на котором генерал изображён вообще без наград — должны присутствовать ордена Св. Анны 1-й степени, Св. Владимира 3-й степени и св. Георгия 4-й степени, а также серебряная медаль «В память Отечественной войны 1812 года» на Андреевской ленте. С тыльной стороны картины надпись: Г[енерал] М[айор] Бухгольцъ 1й. Подпись на раме: О. И. Бухольцъ, Генералъ Маiоръ.
7 августа 1820 года Комитетом Главного штаба по аттестации Бухгольц был включён в список «генералов, заслуживающих быть написанными в галерею». 28 февраля 1823 года император Александр I приказал написал портрет. Часть гонорара за работу Доу была выплачена 28 апреля 1828 года. В связи со смертью художника портрет оставался неоконченным в его мастерской и впоследствии доделывался зятем Доу Томасом Райтом. Готовый портрет был принят в Эрмитаж 22 декабря 1832 года и в мае 1833 года Райту была выплачена оставшаяся часть гонорара в размере 500 рублей.